# آناتولی خراپاتی
آناتولی میخائیلوویچ خراپاتی (روسی: Анатолий Михайлович Храпатый ، تولد : ۲۰ اکتبر ۱۹۶۲ - مرگ : ۱۱ آگوست ۲۰۰۸ ) عضو تیم ملی وزنه برداری شوروی سابق در المپیک ۱۹۸۸ و همچنین عضو تیم ملی وزنه برداری قزاقستان در المپیک ۱۹۹۶ میلادی بود.
خراپاتی در سن ۴۵ سالگی و در اثر یک حادثه رانندگی ( تصادف موتور سیکلت ) در نزدیکی آستانه ، پایتخت قزاقستان در گذشت.

## دستاوردهای او در وزنه برداری
- قهرمان بزرگسالان جهان (۱۹۸۵-۱۹۸۶-۱۹۸۷-۱۹۸۹-۱۹۹۰)
- مقام سوم بزرگسالان جهان (۱۹۹۳-۱۹۹۵)
- نقره بازی‌های آسیایی (۱۹۹۴-۱۹۹۸)
- قهرمان اروپا (۱۹۸۶-۱۹۸۷-۱۹۸۹-۱۹۹۰)
- مقام سوم اروپا (۱۹۸۴-۱۹۸۵)
- ثبت ۵ رکورد جهانی
- ثبت رکورد ۲۳۵ کیلوگرم در حرکت دوضرب در دسته ۹۰ کیلوگرم (در ۱۹۹۲ در پی وضع دسته بندی‌های وزنی جدید این دسته حذف شد)